# مرحلة المجموعات في دوري أبطال آسيا 2023–24
مرحلة المجموعات في دوري أبطال آسيا 2023–24 (بالإنجليزية: 2023–24 AFC Champions League group stage)‏ تعتبر المرحلة الرئيسية لمسابقة دوري أبطال آسيا 2023–24 تتنافس فيها الفرق في عدد من المجموعات، وتتقدم الفرق المتأهلة إلى المرحلة التالية، والتي عادة ما تكون سلسلة من مباريات خروج المغلوب، اقيمت مرحلة مجموعات دوري أبطال آسيا 2023–24 في الفترة من شهر سبتمبر 2023 إلى شهر ديسمبر 2023 لمنطقة الشرق والغرب من القارة الآسيوية، تنافس في دور المجموعات 40 فريقًا لتحديد الفرق المتأهلة إلى مرحلة خروج المغلوب في دوري أبطال آسيا 2023–24. قبل مرحلة المجموعات أقيمت قرعة دور المجموعات لدوري أبطال آسيا 2023/24 في مقر الاتحاد الآسيوي في كوالالمبور يوم 24 أغسطس 2023 لتوزيع الفرق في المجموعات وقسمت القرعة الأندية المشاركة إلى 10 مجموعات، تتكون كل مجموعة منها من 4 فرق، تم توزيع أندية غرب آسيا على المجموعات من المجموعة الأولى إلى المجموعة الخامسة، بينما وُضِعَت أندية شرق القارة في المجموعات من المجموعة السادسة إلى المجموعة العاشرة، وفي نهاية دور المجموعات، سيتأهل الفريق الأول من كل مجموعة من المجموعات العشر إلى دور الستة عشر، إلى جانب أفضل ثلاثة فرق صاحبة المركز الثاني من كل منطقة، بمناسبة تغيير تقويم مسابقات الأندية الآسيوية لكرة القدم من موسم الربيع والخريف الحالي إلى تقويم الخريف والربيع، تقام النسخة الحادية والعشرون من مسابقة الأندية الرئيسية للاتحاد الآسيوي لكرة القدم في الفترة من سبتمبر 2023 إلى مايو 2024 بغرض توحيد موسم الرباضي لمسابقة دوري أبطال آسيا 2023–24 بين منطقة الشرق والغرب.
من بين الفرق الأربعين المشاركة، تم تأكد مراكز 32 متنافسًا مسبقًا، بينما تم تحديد المراكز الثمانية المتبقية من خلال مرحلة التصفيات. نظرًا لمبدأ حماية الدولة، لا يسمح بوضع الأندية من نفس الاتحاد الأعضاء في نفس المجموعة، تشهد المنطقة الغرب أربعة أبطال سابقين، وهم الهلال السعودي والاتحاد السعودي ، نادي العين الإماراتي، نادي السد القطري، في حاولة استعادة العرش القاري، ومن المنطقة الشرق، ينضم حامل اللقب أوراوا ريد دايموندز من اليابان إلى صفوف الأبطال السابقين جيونبوك هيونداي موتورز، وأولسان هيونداي إف سي، وبوهانج ستيلرز في مرحلة المجموعات بدوري أبطال آسيا بعد فوزهم في الجولة الفاصلة.

## قرعة
أقيمت قرعة دور المجموعات في 24 أغسطس 2023 في مقر الاتحاد الآسيوي في كوالالمبور، ماليزيا. قُسِّمت الفرق الأربعين إلى عشر مجموعات كل مجموعة من أربع فرق، خمس مجموعات في كل من منطقة الغرب (المجموعات من أ إلى هـ) ومنطقة الشرق (المجموعات من و إلى ك). بالنسبة لكل منطقة، صُنّفت الفرق في أربعة أوعية وسحبها إلى المراكز ذات الصلة داخل كل مجموعة، بناءً على تصنيف اتحاداتها وتصنيفها داخل اتحاداتها، مع مراعاة التوازن الفني بين المجموعات. لا يمكن وضع فرق من نفس الاتحاد في نفس المجموعة، من بين الفرق الأربعين المشاركة، تم تأكيد مراكز 32 متنافسًا، بينما شغل المتأهلون من المرحلة الفاصلة المراكز الثمانية المتبقية. نظرًا لمبدأ حماية البلد، لن يتم وضع الأندية من نفس الاتحاد الأعضاء في نفس المجموعة.
| المنطقة     | مجموعات | وعاء 1               | وعاء 2            | وعاء 3            | وعاء 4             |
| ----------- | ------- | -------------------- | ----------------- | ----------------- | ------------------ |
| منطقة الغرب | أ - هـ  | الهلال               | نساجي مازندران    | الفيصلي           | العين              |
| منطقة الغرب | أ - هـ  | برسبوليس             | الدحيل            | استقلال دوشنبه    | نافباخور نامانجان  |
| منطقة الغرب | أ - هـ  | السد                 | نسف قرشي          | نادي القوة الجوية | الشارقة            |
| منطقة الغرب | أ - هـ  | باختاكور طشقند       | الفيحاء           | أهال              | النصر              |
| منطقة الغرب | أ - هـ  | الاتحاد              | سباهان أصفهان     | مومباي سيتي       | اجمك اف سي         |
| منطقة الشرق | و - ك   | أولسان هيونداي       | فنتفوريت كوفو     | نادي هانوي        | كيتشي              |
| منطقة الشرق | و - ك   | يوكوهاما إف مارينوس  | شاندونغ لونينغ    | نادي كايا–إيلويلو | إنتشون يونايتد     |
| منطقة الشرق | و - ك   | ووهان ثري تاونز      | بانكوك يونايتد    | جوهور دار التعظيم | أوراوا رد دايموندز |
| منطقة الشرق | و - ك   | بوريرام يونايتد      | بوهانغ ستيلرز     | ملبورن سيتي       | جيجيانغ غرينتاون   |
| منطقة الشرق | و - ك   | جونبك هيونداي موتورز | كاواساكي فرونتالي | ليون سيتي سيلورز  | باثوم يونايتد      |

## آلية التقدم في المنافسة
في مرحلة المجموعات، سيتم لعب كل مجموعة بنظام الذهاب والإياب. يتأهل إلى التالية الأندية المتصدرة لكل مجموعة، بالإضافة إلى أفضل ثلاثة وصيفين مجموعات من كل منطقة إلى دور 16 من مرحلة خروج المغلوب.

### كسر التعادل
يتم ترتيب الفرق في دور المجموعات حسب النقاط (3 نقاط للفوز، نقطة واحدة للتعادل، لا نقاط للخسارة). في حالة التعادل بالنقاط، يتم تطبيق التعادل بالترتيب التالي (المادة 8.3 من اللوائح)
1. النقاط في المباريات المباشرة بين الفرق المتعادلة؛
2. فارق الأهداف في المواجهات المباشرة بين الفرق المتعادلة؛
3. الأهداف المسجلة في المواجهات المباشرة بين الفرق المتعادلة؛
4. في حال تعادل أكثر من فريقين، وبعد تطبيق جميع معايير المواجهات المباشرة المذكورة أعلاه، ظلت مجموعة فرعية من الفرق متعادلة، يتم إعادة تطبيق جميع معايير المواجهات المباشرة المذكورة أعلاه حصريًا على هذه المجموعة الفرعية من الفرق؛
5. فارق الأهداف في جميع مباريات المجموعة؛
6. الأهداف المسجلة في جميع مباريات المجموعة؛
7. ركلات الترجيح إذا تعادل فريقان فقط يلعبان بعضهما البعض في الجولة الأخيرة من المجموعة؛
8. النقاط التأديبية (البطاقة الصفراء = 1 نقطة، البطاقة الحمراء نتيجة بطاقتين صفراء = 3 نقاط، البطاقة الحمراء المباشرة = 3 نقاط، البطاقة الصفراء تليها البطاقة الحمراء المباشرة = 4 نقاط)؛
9. تصنيف الإتحاد.

## جدول المسابقة
جدول المسابقة على النحو التالي.
| مرحلة              | جولة             | تاريخ القرعة   | الذهاب                 | الإياب                 |
| ------------------ | ---------------- | -------------- | ---------------------- | ---------------------- |
| المرحلة التمهيدية  | الجولة التمهيدية | لا اقتراع      | 15–16 أغسطس 2023       | 15–16 أغسطس 2023       |
| مرحلة الفاصلة      | الجولة الفاصلة   | لا اقتراع      | 22 أغسطس 2023          | 22 أغسطس 2023          |
| مرحلة المجموعات    | المباراة 1       | 24 أغسطس 2023  | 18–20 سبتمبر 2023      | 18–20 سبتمبر 2023      |
| مرحلة المجموعات    | المباراة 2       | 24 أغسطس 2023  | 2–4 أكتوبر 2023        | 2–4 أكتوبر 2023        |
| مرحلة المجموعات    | المباراة 3       | 24 أغسطس 2023  | 23–25 أكتوبر 2023      | 23–25 أكتوبر 2023      |
| مرحلة المجموعات    | المباراة 4       | 24 أغسطس 2023  | 6–8 نوفمبر 2023        | 6–8 نوفمبر 2023        |
| مرحلة المجموعات    | المباراة 5       | 24 أغسطس 2023  | 27–29 نوفمبر 2023      | 27–29 نوفمبر 2023      |
| مرحلة المجموعات    | المباراة 6       | 24 أغسطس 2023  | 4-6 و12-13 ديسمبر 2023 | 4-6 و12-13 ديسمبر 2023 |
| مرحلة خروج المغلوب | دور 16           | 28 ديسمبر 2023 | 15-13 فبراير 2024      | 22-20 فبراير 2024      |
| مرحلة خروج المغلوب | ربع النهائي      | 28 ديسمبر 2023 | 4–6 مارس 2024          | 11–13 مارس 2024        |
| مرحلة خروج المغلوب | نصف النهائي      | 28 ديسمبر 2023 | 17 أبريل 2024          | 23-24 أبريل 2024       |
| مرحلة خروج المغلوب | النهائي          | 28 ديسمبر 2023 | 11 مايو 2024           | 25 مايو 2024           |

## مرحلة المجموعات
تشهد منافسات الدور المجموعات من بطولة دوري أبطال آسيا مشاركة 40 فريقًا قسمت على 10 مجموعات، بواقع 5 مجموعات لأندية شرق القارة، ومثلها لأندية الغرب، حيث تتنافس أندية كل منطقة فيما بينها على أن يصل فريق من كل منطقة إلى النهائي. تم الإعلان عن الجدول التفصيلي بعد إقامة قرعة دوري أبطال آسيا 2024، يوم الخميس 24 أغسطس 2023، وذلك في مقر الاتحاد، بالعاصمة الماليزية كوالالمبور.

### مجموعات غرب القارة الآسيوية

#### مجموعة أ
| م | الفريق         | لعب | ف | ت | خ | أ.له | أ.ع | أ.ف | نقاط | التأهل                 |     | AIN | FAY | PAK | AHA |
| - | -------------- | --- | - | - | - | ---- | --- | --- | ---- | ---------------------- | --- | --- | --- | --- | --- |
| 1 | العين          | 6   | 5 | 0 | 1 | 17   | 9   | +8  | 15   | تأهل إلى دور 16        |     | —   | 4–1 | 1–3 | 4–2 |
| 2 | الفيحاء        | 6   | 3 | 0 | 3 | 12   | 10  | +2  | 9    | تأهل أفضل ثاني لدور 16 |     | 2–3 | —   | 2–0 | 3–1 |
| 3 | باختاكور طشقند | 6   | 2 | 1 | 3 | 8    | 11  | −3  | 7    |                        |     | 0–3 | 1–4 | —   | 3–0 |
| 4 | أهال           | 6   | 1 | 1 | 4 | 6    | 13  | −7  | 4    |                        | 1–2 | 1–0 | 1–1 | —   |     |

| باختاكور طشقند | 0 - 3 | العين                                  |
| -------------- | ----- | -------------------------------------- |
|                | تقرير | 66'، 11' كودجو لابا · 25' خالد البلوشي |

| أهال             | 1 - 0 | الفيحاء |
| ---------------- | ----- | ------- |
| إلمان تاغايو 51' | تقرير |         |

| الفيحاء                   | 2 - 0 | باختاكور طشقند |
| ------------------------- | ----- | -------------- |
| عبد الحميد صابيري 10' 71' | تقرير |                |

| العين                                                                           | 4 - 2 | أهال                                  |
| ------------------------------------------------------------------------------- | ----- | ------------------------------------- |
| إريك يورغينس دي مينيزيس 4' · سفيان رحيمي 32' · كودجو لابا 41' · كوامي أوتون 70' | تقرير | 58' إلمان تاغايو · 85' دايانش ميريدوف |

| باختاكور طشقند                                     | 3 - 0 | أهال |
| -------------------------------------------------- | ----- | ---- |
| خوجيمات إركينوف 23' · عزيز بيك تورجونباييف 27' 59' | تقرير |      |

| العين                                              | 4 - 1 | الفيحاء          |
| -------------------------------------------------- | ----- | ---------------- |
| كوامي أوتون 36' · كاكو 45+3' 67' · سفيان رحيمي 90' | تقرير | 84' نواف الحارثي |

| أهال                   | 1 - 1 | باختاكور طشقند        |
| ---------------------- | ----- | --------------------- |
| أليبك عبد الرحمنوف 81' | تقرير | 90+5' خوجيمات إركينوف |

| الفيحاء                                 | 2 - 3 | العين                                 |
| --------------------------------------- | ----- | ------------------------------------- |
| أنطوني نواكايمي 53' · مهند القيضي 90+6' | تقرير | 40'، 29' كودجو لابا · 64' سفيان رحيمي |

| العين          | 1 - 3 | باختاكور طشقند                             |
| -------------- | ----- | ------------------------------------------ |
| عيسى خلفان 18' | تقرير | 62'، 55' خوجيمات إركينوف · 78' دراغان شران |

| الفيحاء                                                            | 3 - 1 | أهال                     |
| ------------------------------------------------------------------ | ----- | ------------------------ |
| أنطوني نواكايمي 19' (ركلة.) · فاشيون ساكالا 6+45' · سلطان مندش 74' | تقرير | 36' (ركلة.) إلمان تاغايو |

| باختاكور طشقند      | 1 - 4 | الفيحاء                                                       |
| ------------------- | ----- | ------------------------------------------------------------- |
| خوجيمات إركينوف 10' | تقرير | 4+90'، 40' فاشيون ساكالا · 46' سلطان مندش · 85' هنري أونيكورو |

| أهال             | 1 - 2 | العين                                            |
| ---------------- | ----- | ------------------------------------------------ |
| إلمان تاغايو 35' | تقرير | 13' (ركلة.) سفيان رحيمي · 32' (ركلة.) عمر اتزيلي |

#### مجموعة ب
| م | الفريق   | لعب | ف | ت | خ | أ.له | أ.ع | أ.ف | نقاط | التأهل          |     | NAS | SAD | SHA | FAI |
| - | -------- | --- | - | - | - | ---- | --- | --- | ---- | --------------- | --- | --- | --- | --- | --- |
| 1 | نسف قرشي | 6   | 3 | 2 | 1 | 10   | 6   | +4  | 11   | تأهل إلى دور 16 |     | —   | 3–1 | 1–1 | 3–1 |
| 2 | السد     | 6   | 2 | 2 | 2 | 11   | 7   | +4  | 8    |                 |     | 2–2 | —   | 0–0 | 6–0 |
| 3 | الشارقة  | 6   | 2 | 2 | 2 | 4    | 5   | −1  | 8    |                 | 1–0 | 0–2 | —   | 1–0 |     |
| 4 | الفيصلي  | 6   | 2 | 0 | 4 | 5    | 11  | −6  | 6    |                 | 0–1 | 2–0 | 2–1 | —   |     |

| الفيصلي | 0 - 1 | نسف قرشي                     |
| ------- | ----- | ---------------------------- |
|         | تقرير | 90+7' ظفر مراد عبد الرحماتوف |

| السد | 0 - 0 | الشارقة |
| ---- | ----- | ------- |
|      | تقرير |         |

| الشارقة         | 1 - 0 | الفيصلي |
| --------------- | ----- | ------- |
| موسى ماريغا 20' | تقرير |         |

| نسف قرشي                                      | 3 - 1 | السد            |
| --------------------------------------------- | ----- | --------------- |
| سوكروب نورولويف 29' · عزيزبيك أمونوف 46'، 58' | تقرير | 83' بوعلام خوخي |

| الشارقة                   | 1 - 0 | نسف قرشي |
| ------------------------- | ----- | -------- |
| كايو لوكاس فرنانديز 45+5' | تقرير |          |

| السد                                                                                 | 6 - 0 | الفيصلي |
| ------------------------------------------------------------------------------------ | ----- | ------- |
| بغداد بونجاح 8'، 50'، 63' · غونزالو بلاتا 51' · مصطفى مشعل 52' · يوسف عبد الرزاق 83' | تقرير |         |

| نسف قرشي             | 1 - 1 | الشارقة         |
| -------------------- | ----- | --------------- |
| ماتيوس ليما كروز 81' | تقرير | 16' موسى ماريغا |

| الفيصلي                                | 2 - 0 | السد |
| -------------------------------------- | ----- | ---- |
| حاتم الروشدي 56' · عارف الحاج محمد 85' | تقرير |      |

| نسف قرشي                                                                | 3 - 1 | الفيصلي            |
| ----------------------------------------------------------------------- | ----- | ------------------ |
| ماتيوس ليما كروز 47' · ظفر مراد عبد الرحماتوف 50' · ماركو ستانوفيتش 68' | تقرير | 45+6' رزق بني هاني |

| الشارقة | 0 - 2 | السد                                |
| ------- | ----- | ----------------------------------- |
|         | تقرير | 9' غونزالو بلاتا · 60' بغداد بونجاح |

| الفيصلي                                | 2 - 1 | الشارقة          |
| -------------------------------------- | ----- | ---------------- |
| رزق بني هاني 90' · رفيق الكامرجي 7+90' | تقرير | 34' فراس بالعربي |

| السد                                  | 2 - 2 | نسف قرشي             |
| ------------------------------------- | ----- | -------------------- |
| ماتيوس أوريبي 5' · بغداد بونجاح 4+90' | تقرير | 90'، 83' جابا جيغوري |

#### مجموعة ج
| م | الفريق        | لعب | ف | ت | خ | أ.له | أ.ع | أ.ف | نقاط | التأهل                 |     | ITT | SEP | QUW | AGM |
| - | ------------- | --- | - | - | - | ---- | --- | --- | ---- | ---------------------- | --- | --- | --- | --- | --- |
| 1 | الاتحاد       | 6   | 5 | 0 | 1 | 11   | 4   | +7  | 15   | تأهل إلى دور 16        |     | —   | 2–1 | 1–0 | 3–0 |
| 2 | سباهان أصفهان | 6   | 3 | 1 | 2 | 16   | 8   | +8  | 10   | تأهل أفضل ثاني لدور 16 |     | 0–3 | —   | 1–0 | 9–0 |
| 3 | القوة الجوية  | 6   | 3 | 1 | 2 | 9    | 7   | +2  | 10   |                        |     | 2–0 | 2–2 | —   | 3–2 |
| 4 | اجمك          | 6   | 0 | 0 | 6 | 5    | 22  | −17 | 0    |                        | 1–2 | 1–3 | 1–2 | —   |     |

| القوة الجوية      | 2 - 2 | سباهان أصفهان                      |
| ----------------- | ----- | ---------------------------------- |
| علي جاسم 26'، 88' | تقرير | 30' محمد دانشجار · 67' محمد قرباني |

| الاتحاد                                     | 3 - 0 | اجمك |
| ------------------------------------------- | ----- | ---- |
| هارون كمارا 11' · رومارينيو 15' 42' (ركلة.) | تقرير |      |

| اجمك               | 1 - 2 | القوة الجوية                                   |
| ------------------ | ----- | ---------------------------------------------- |
| سياوش حاق نظري 81' | تقرير | 2' علي جاسم · 48' (هدف في مرماه) سنجر تورسونوف |

| سباهان أصفهان | 0 - 3 | الاتحاد |
| ------------- | ----- | ------- |
|               | تقرير |         |

| اجمك                    | 1 - 3 | سباهان أصفهان                         |
| ----------------------- | ----- | ------------------------------------- |
| ميرزاخون ميراخمادوف 36' | تقرير | 49'، 32' رامين رضائيان · 59' رضا أسدي |

| الاتحاد                   | 1 - 0 | القوة الجوية |
| ------------------------- | ----- | ------------ |
| عبد الرزاق حمد الله 90+4' | تقرير |              |

| سباهان أصفهان | 9 - 0 | اجمك |
| --- | ----- | ---- |
| فرشاد أحمد زاده 8' · رضا أسدي 59' · محمد جواد حسيني 60' 90+3' · محمد قرباني 62' · رامين رضائيان 71' · عيسى آل كثير 79' 87' · شهريار موغانلو 82' · | تقرير |      |

| القوة الجوية                       | 2 - 0 | الاتحاد |
| ---------------------------------- | ----- | ------- |
| علي جاسم 44' · مهند عبد الرحيم 52' | تقرير |         |

| اجمك            | 1 - 2 | الاتحاد                      |
| --------------- | ----- | ---------------------------- |
| مارتن بواكي 78' | تقرير | 34'، 30' عبد الرزاق حمد الله |

| سباهان أصفهان      | 1 - 0 | القوة الجوية |
| ------------------ | ----- | ------------ |
| فرشاد أحمد زاده 4' | تقرير |              |

| القوة الجوية                                              | 3 - 2 | اجمك                                       |
| --------------------------------------------------------- | ----- | ------------------------------------------ |
| سعد عبد الأمير 14' · فرانكو اتشو 15' · محمد قاسم ماجد 42' | تقرير | 62' ميرجاخون ميرأحمدوف · 4+90' مارتن بواكي |

| الاتحاد                    | 2 - 1 | سباهان أصفهان     |
| -------------------------- | ----- | ----------------- |
| صالح العمري 14' · جوتا 69' | تقرير | 48' رامين رضائيان |

#### مجموعة د
| م | الفريق            | لعب | ف | ت | خ | أ.له | أ.ع | أ.ف | نقاط | التأهل                 |     | HIL | NAV | NAS | MUM |
| - | ----------------- | --- | - | - | - | ---- | --- | --- | ---- | ---------------------- | --- | --- | --- | --- | --- |
| 1 | الهلال            | 6   | 5 | 1 | 0 | 16   | 2   | +14 | 16   | تأهل إلى دور 16        |     | —   | 1–1 | 2–1 | 6–0 |
| 2 | نافباهور نامانجان | 6   | 4 | 1 | 1 | 11   | 6   | +5  | 13   | تأهل أفضل ثاني لدور 16 |     | 0–2 | —   | 2–1 | 3–0 |
| 3 | نساجي مازندران    | 6   | 2 | 0 | 4 | 7    | 10  | −3  | 6    |                        |     | 0–3 | 1–3 | —   | 2–0 |
| 4 | مومباي سيتي       | 6   | 0 | 0 | 6 | 1    | 17  | −16 | 0    |                        | 0–2 | 1–2 | 0–2 | —   |     |

| الهلال             | 1 - 1 | نافباهور نامانجان |
| ------------------ | ----- | ----------------- |
| علي البليهي 90+10' | تقرير | 52' توما تباتادزي |

| مومباي سيتي | 0 - 2 | نساجي مازندران                       |
| ----------- | ----- | ------------------------------------ |
|             | تقرير | 34' إحسان حسيني · 62' محمد رضا آزادي |

| نافباهور نامانجان                                                       | 3 - 0 | مومباي سيتي |
| ----------------------------------------------------------------------- | ----- | ----------- |
| جمشيد إسكنديروف 52' · جاسبوربيك ياخشيبوييف 58' · دونيور عبدومانوبوف 88' | تقرير |             |

| نساجي مازندران | 0 - 3 | الهلال                                                 |
| -------------- | ----- | ------------------------------------------------------ |
|                | تقرير | 18' ألكساندر ميتروفيتش · 58' نيمار · 90+3' صالح الشهري |

| نافباهور نامانجان                                     | 2 - 1 | نساجي مازندران     |
| ----------------------------------------------------- | ----- | ------------------ |
| أوستون أورونوف 74' · مهرداد عبدي 90+7' (هدف في مرماه) | تقرير | 44' محمد رضا آزادي |

| الهلال                                                                                         | 6 - 0 | مومباي سيتي |
| ---------------------------------------------------------------------------------------------- | ----- | ----------- |
| ألكساندر ميتروفيتش 5'، 67'، 80' · سيرغي سافيتش 75' · محمد البريك 82' · عبد الإله المالكي 90+5' | تقرير |             |

| نساجي مازندران     | 1 - 3 | نافباهور نامانجان                        |
| ------------------ | ----- | ---------------------------------------- |
| محمد رضا آزادي 68' | تقرير | 7' إغور غولبان · 46'، 21' أوستون أورونوف |

| مومباي سيتي | 0 - 2 | الهلال                                       |
| ----------- | ----- | -------------------------------------------- |
|             | تقرير | 62' ميشائيل ديلغادو · 85' ألكساندر ميتروفيتش |

| نافباهور نامانجان | 0 - 2 | الهلال                        |
| ----------------- | ----- | ----------------------------- |
|                   | تقرير | 68' مالكوم · 85' سالم الدوسري |

| نساجي مازندران                                       | 2 - 0 | مومباي سيتي |
| ---------------------------------------------------- | ----- | ----------- |
| محمد رضا آزادي 14' · هالن نونجتدو 32' (هدف في مرماه) | تقرير |             |

| الهلال                                | 2 - 1 | نساجي مازندران       |
| ------------------------------------- | ----- | -------------------- |
| ميشائيل ديلغادو 4' · سالم الدوسري 54' | تقرير | 77' محمود قائد رحمتى |

| مومباي سيتي            | 1 - 2 | نافباهور نامانجان                        |
| ---------------------- | ----- | ---------------------------------------- |
| عبد الناصر الخياطي 15' | تقرير | 29' جمشيد إسكنديروف · 3+45' يوفان دوكيتش |

#### مجموعة هـ
| م | الفريق         | لعب | ف | ت | خ | أ.له | أ.ع | أ.ف | نقاط | التأهل          |     | NAS | PER | DUH | IST |
| - | -------------- | --- | - | - | - | ---- | --- | --- | ---- | --------------- | --- | --- | --- | --- | --- |
| 1 | النصر          | 6   | 4 | 2 | 0 | 13   | 7   | +6  | 14   | تأهل إلى دور 16 |     | —   | 0–0 | 4–3 | 3–1 |
| 2 | برسبوليس       | 6   | 2 | 2 | 2 | 5    | 5   | 0   | 8    |                 |     | 0–2 | —   | 1–2 | 2–0 |
| 3 | الدحيل         | 6   | 2 | 1 | 3 | 9    | 9   | 0   | 7    |                 | 2–3 | 0–1 | —   | 2–0 |     |
| 4 | استقلال دوشنبه | 6   | 0 | 3 | 3 | 3    | 9   | −6  | 3    |                 | 1–1 | 1–1 | 0–0 | —   |     |

| برسبوليس | 0 - 2 | النصر                                                |
| -------- | ----- | ---------------------------------------------------- |
|          | تقرير | 62' (هدف في مرماه) دانيال إسماعيليفر · 72' محمد قاسم |

| استقلال دوشنبه | 0 - 0 | الدحيل |
| -------------- | ----- | ------ |
|                | تقرير |        |

| الدحيل | 0 - 1 | برسبوليس         |
| ------ | ----- | ---------------- |
|        | تقرير | 63' أميد عاليشاه |

| النصر                                    | 3 - 1 | استقلال دوشنبه |
| ---------------------------------------- | ----- | -------------- |
| كريستيانو رونالدو 66' · تاليسكا 72'، 77' | تقرير | 44' سينين سباي |

| برسبوليس           | 2 - 0 | استقلال دوشنبه |
| ------------------ | ----- | -------------- |
| سعيد صادقي 44' 71' | تقرير |                |

| النصر                                                    | 4 - 3 | الدحيل                                               |
| -------------------------------------------------------- | ----- | ---------------------------------------------------- |
| تاليسكا 25' · ساديو ماني 56' · كريستيانو رونالدو 61' 81' | تقرير | 63' إسماعيل محمد · 67' المعز علي · 85' مايكل أولونغا |

| استقلال دوشنبه | 1 - 1 | برسبوليس       |
| -------------- | ----- | -------------- |
| سينين سباي 74' | تقرير | 29' مهدي ترابي |

| الدحيل                         | 2 - 3 | النصر                 |
| ------------------------------ | ----- | --------------------- |
| فيليبي كوتينيو 8'، 80' (ركلة.) | تقرير | 65'، 37'، 27' تاليسكا |

| النصر | 0 - 0 | برسبوليس |
| ----- | ----- | -------- |
|       | تقرير |          |

| الدحيل                 | 2 - 0 | استقلال دوشنبه |
| ---------------------- | ----- | -------------- |
| مايكل أولونغا 47'، 89' | تقرير |                |

| برسبوليس      | 1 - 2 | الدحيل                              |
| ------------- | ----- | ----------------------------------- |
| شهاب زاهدي 7' | تقرير | 9' محمد مونتاري · 83' مايكل أولونغا |

| استقلال دوشنبه     | 1 - 1 | النصر               |
| ------------------ | ----- | ------------------- |
| أليشر دزاليلوف 32' | تقرير | 50' عبد الرحمن غريب |

### مجموعات شرق القارة الآسيوية

#### مجموعة و
| م | الفريق               | لعب | ف | ت | خ | أ.له | أ.ع | أ.ف | نقاط | التأهل                 |     | UTD | JBH | LCS | KIT |
| - | -------------------- | --- | - | - | - | ---- | --- | --- | ---- | ---------------------- | --- | --- | --- | --- | --- |
| 1 | بانكوك يونايتد       | 6   | 4 | 1 | 1 | 11   | 8   | +3  | 13   | تأهل إلى دور 16        |     | —   | 3–2 | 1–0 | 1–1 |
| 2 | جونبك هيونداي موتورز | 6   | 4 | 0 | 2 | 12   | 9   | +3  | 12   | تأهل أفضل ثاني لدور 16 |     | 3–2 | —   | 3–0 | 2–1 |
| 3 | ليون سيتي سيلورز     | 6   | 2 | 0 | 4 | 5    | 9   | −4  | 6    |                        |     | 1–2 | 2–0 | —   | 0–2 |
| 4 | كيتشي                | 6   | 1 | 1 | 4 | 7    | 9   | −2  | 4    |                        | 1–2 | 1–2 | 1–2 | —   |     |

| جونبك هيونداي موتورز              | 2 - 1 | كيتشي       |
| --------------------------------- | ----- | ----------- |
| يونغ هو هونغ 6' · غيو وون هان 61' | تقرير | 56' ميكائيل |

| ليون سيتي سيلورز | 1 - 2 | بانكوك يونايتد                      |
| ---------------- | ----- | ----------------------------------- |
| دييغو لوبيز 25'  | تقرير | 51' إيفرتون · 62' تيتيبان بوانغتشان |

| بانكوك يونايتد                                                           | 3 - 2 | جونبك هيونداي موتورز                                       |
| ------------------------------------------------------------------------ | ----- | ---------------------------------------------------------- |
| رونغراث بومتشانتوك 26' · آن هيون بيو 58' (هدف في مرماه) · ويلين موتا 82' | تقرير | 19' (هدف في مرماه) ثوساوات ليموانساثيان · 88' مون سيون مين |

| كيتشي            | 1 - 2 | ليون سيتي سيلورز                                   |
| ---------------- | ----- | -------------------------------------------------- |
| ياكوب يانتشر 87' | تقرير | 14' ريكاردو زيفكوفيتش · 37' (ركلة.) ماكسيم ليستيين |

| جونبك هيونداي موتورز                                            | 3 - 0 | ليون سيتي سيلورز |
| --------------------------------------------------------------- | ----- | ---------------- |
| جون أمانو 5' · ليونيل تان 33' (هدف في مرماه) · مون سيون مين 57' | تقرير |                  |

| كيتشي           | 1 - 2 | بانكوك يونايتد                                    |
| --------------- | ----- | ------------------------------------------------- |
| ياكوب يانتشر 7' | تقرير | 4+45' رونغراث بومتشانتوك · 52' (ركلة.) ويلين موتا |

| ليون سيتي سيلورز           | 2 - 0 | جونبك هيونداي موتورز |
| -------------------------- | ----- | -------------------- |
| ريكاردو زيفكوفيتش 23'، 55' | تقرير |                      |

| بانكوك يونايتد | 1 - 1 | كيتشي            |
| -------------- | ----- | ---------------- |
| ويلين موتا 27' | تقرير | 70' ياكوب يانتشر |

| كيتشي            | 1 - 2 | جونبك هيونداي موتورز               |
| ---------------- | ----- | ---------------------------------- |
| ياكوب يانتشر 69' | تقرير | 2' مون سيون مين · 38' سونغ مين كيو |

| بانكوك يونايتد         | 1 - 0 | ليون سيتي سيلورز |
| ---------------------- | ----- | ---------------- |
| رونغراث بومتشانتوك 86' | تقرير |                  |

| جونبك هيونداي موتورز                    | 3 - 2 | بانكوك يونايتد                                   |
| --------------------------------------- | ----- | ------------------------------------------------ |
| مون سيون مين 42' · لي دونغ جون 76'، 78' | تقرير | 4' وانتشاي جارونونغكران · 85' رونغراث بومتشانتوك |

| ليون سيتي سيلورز | 0 - 2 | كيتشي                                      |
| ---------------- | ----- | ------------------------------------------ |
|                  | تقرير | 11' (هدف في مرماه) فان هاوزن · 74' فرناندو |

#### مجموعة ز
| م | الفريق              | لعب | ف | ت | خ | أ.له | أ.ع | أ.ف | نقاط | التأهل                 |     | FMA | SHT | ICN | KAY |
| - | ------------------- | --- | - | - | - | ---- | --- | --- | ---- | ---------------------- | --- | --- | --- | --- | --- |
| 1 | يوكوهاما إف مارينوس | 6   | 4 | 0 | 2 | 12   | 7   | +5  | 12   | تأهل إلى دور 16        |     | —   | 3–0 | 2–4 | 3–0 |
| 2 | شاندونغ لونينغ      | 6   | 4 | 0 | 2 | 14   | 7   | +7  | 12   | تأهل أفضل ثاني لدور 16 |     | 0–1 | —   | 3–1 | 6–1 |
| 3 | إنتشون يونايتد      | 6   | 4 | 0 | 2 | 14   | 9   | +5  | 12   |                        |     | 2–1 | 0–2 | —   | 4–0 |
| 4 | كايا–إيلويلو        | 6   | 0 | 0 | 6 | 4    | 21  | −17 | 0    |                        | 1–2 | 1–3 | 1–3 | —   |     |

1. 1 2 3  فارق الأهداف في المواجهات المباشرة: يوكوهاما مارينوس +1، شاندونغ تايشان 0، إنشيون يونايتد −1..

| يوكوهاما إف مارينوس                   | 2 - 4 | إنتشون يونايتد                                                                      |
| ------------------------------------- | ----- | ----------------------------------------------------------------------------------- |
| تاكوما نيشيمورا 17' · ريو ميايتشي 43' | تقرير | 8' (هدف في مرماه) جون إيتشيموري · 37' جيرسو فيرنانديز · 79'، 75' هيرنانديز رودريغيز |

| كايا–إيلويلو      | 1 - 3 | شاندونغ لونينغ                                                             |
| ----------------- | ----- | -------------------------------------------------------------------------- |
| خافيير جايوسو 79' | تقرير | 63' (ركلة.) مويزيس ليما ماغاليايش · 71' ماتيوس باتو · 90+5' كريسان دا كروز |

| إنتشون يونايتد                                                               | 4 - 0 | كايا–إيلويلو |
| ---------------------------------------------------------------------------- | ----- | ------------ |
| ستيفان موغوشا 6' 19' (ركلة.) · هيرنانديز رودريغيز 36' · بول-خوسيه موبوكو 74' | تقرير |              |

| شاندونغ لونينغ | 0 - 1 | يوكوهاما إف مارينوس |
| -------------- | ----- | ------------------- |
|                | تقرير | 37' كوتا ميزونوما   |

| إنتشون يونايتد | 0 - 2 | شاندونغ لونينغ                         |
| -------------- | ----- | -------------------------------------- |
|                | تقرير | 58' كريسان دا كروز · 87' مروان فيلايني |

| يوكوهاما إف مارينوس                                         | 3 - 0 | كايا–إيلويلو |
| ----------------------------------------------------------- | ----- | ------------ |
| كوتا ميزونوما 35' · كنيو سوغيموتو 72' · أندرسون لوبيز 90+5' | تقرير |              |

| شاندونغ لونينغ                                                               | 3 - 1 | إنتشون يونايتد    |
| ---------------------------------------------------------------------------- | ----- | ----------------- |
| لي يوانيي 54' · كوان هان جين 65' (هدف في مرماه) · كريسان دا كروز 75' (ركلة.) | تقرير | 90+2' كيم دو هيوك |

| كايا–إيلويلو       | 1 - 2 | يوكوهاما إف مارينوس         |
| ------------------ | ----- | --------------------------- |
| دايزو هوريكوشي 39' | تقرير | 26' يوهي موراكامي · 87' يان |

| إنتشون يونايتد                          | 2 - 1 | يوكوهاما إف مارينوس |
| --------------------------------------- | ----- | ------------------- |
| هونغ سي هو 11' · هيرنانديز رودريغيز 67' | تقرير | 83' إلبر            |

| شاندونغ لونينغ                                                                | 6 - 1 | كايا–إيلويلو  |
| ----------------------------------------------------------------------------- | ----- | ------------- |
| مويزيس ليما ماغاليايش 26'، 56' · كريسان دا كروز 49'، 68'، 89' · سونغ لونغ 61' | تقرير | خافيير جايوسو |

| كايا–إيلويلو   | 1 - 3 | إنتشون يونايتد                                                 |
| -------------- | ----- | -------------------------------------------------------------- |
| سيمون روتا 53' | تقرير | 12' سونغ هو بارك · 25' وو جين تشوي · 90+4' (ركلة.) كيم دو هيوك |

| يوكوهاما إف مارينوس                      | 3 - 0 | شاندونغ لونينغ |
| ---------------------------------------- | ----- | -------------- |
| إلبر 45+4' · أندرسون لوبيز 57' · يان 64' | تقرير |                |

#### مجموعة ح
| م | الفريق           | لعب | ف | ت | خ | أ.له | أ.ع | أ.ف | نقاط | التأهل          |     | VEN | MCY | ZHP | BUR |
| - | ---------------- | --- | - | - | - | ---- | --- | --- | ---- | --------------- | --- | --- | --- | --- | --- |
| 1 | فنتفوريت كوفو    | 6   | 3 | 2 | 1 | 11   | 8   | +3  | 11   | تأهل إلى دور 16 |     | —   | 3–3 | 4–1 | 1–0 |
| 2 | ملبورن سيتي      | 6   | 2 | 3 | 1 | 8    | 6   | +2  | 9    |                 |     | 0–0 | —   | 1–1 | 0–1 |
| 3 | جيجيانغ غرينتاون | 6   | 2 | 1 | 3 | 9    | 13  | −4  | 7    |                 | 2–0 | 1–2 | —   | 3–2 |     |
| 4 | بوريرام يونايتد  | 6   | 2 | 0 | 4 | 9    | 10  | −1  | 6    |                 | 2–3 | 0–2 | 4–1 | —   |     |

| بوريرام يونايتد                                                                | 4 - 1 | جيجيانغ غرينتاون           |
| ------------------------------------------------------------------------------ | ----- | -------------------------- |
| لونسانا دومبويا 17' · غوران تشاوزيتش 22' (ركلة جزاء)، 45' · بانسا هيمفيبون 57' | تقرير | 45+8' (ركلة جزاء) ليو سوزا |

| ملبورن سيتي | 0 - 0 | فنتفوريت كوفو |
| ----------- | ----- | ------------- |
|             | تقرير |               |

| جيجيانغ غرينتاون     | 1 - 2 | ملبورن سيتي                      |
| -------------------- | ----- | -------------------------------- |
| ليو سوزا 19' (ركلة.) | تقرير | 4' عزيز بيهيتش · 17' ماكس كابوتو |

| فنتفوريت كوفو       | 1 - 0 | بوريرام يونايتد |
| ------------------- | ----- | --------------- |
| موتوكي هاسيغاوا 90' | تقرير |                 |

| جيجيانغ غرينتاون                       | 2 - 0 | فنتفوريت كوفو |
| -------------------------------------- | ----- | ------------- |
| لوكاس بوسينيولو 9' · نياشا موشيكوي 58' | تقرير |               |

| بوريرام يونايتد | 0 - 2 | ملبورن سيتي                              |
| --------------- | ----- | ---------------------------------------- |
|                 | تقرير | 22' أليساندرو لوبان · 41' جايمي ماكلارين |

| فنتفوريت كوفو                                                                        | 4 - 1 | جيجيانغ غرينتاون     |
| ------------------------------------------------------------------------------------ | ----- | -------------------- |
| بيتر أوتاكا 17' · جيتوليو وانديلي 2+45' · ماساهيرو سيكيغوتشي 58' · يوشيكي توركاي 89' | تقرير | 50' (ركلة.) ليو سوزا |

| ملبورن سيتي | 0 - 1 | بوريرام يونايتد            |
| ----------- | ----- | -------------------------- |
|             | تقرير | 86' (ركلة.) غوران تشاوزيتش |

| جيجيانغ غرينتاون                                            | 3 - 2 | بوريرام يونايتد                         |
| ----------------------------------------------------------- | ----- | --------------------------------------- |
| ليو سوزا 27' · فرانكو أندرياشفيتش 77' · لوكاس بوسينيولو 83' | تقرير | 8' هاريس فوتشكيتش · 87' لونسانا دومبويا |

| فنتفوريت كوفو                                        | 3 - 3 | ملبورن سيتي                                                     |
| ---------------------------------------------------- | ----- | --------------------------------------------------------------- |
| شيون إينوي 8' · يوشيكي توركاي 43' · جوما ميازاكي 85' | تقرير | 5' كالوم تالبوت · 59' (ركلة.) تولغاي أرسلان · 64' مارين جاكوليس |

| بوريرام يونايتد                                | 2 - 3 | فنتفوريت كوفو                              |
| ---------------------------------------------- | ----- | ------------------------------------------ |
| آرتيت بوجيندا 48' · غوران تشاوزيتش 55' (ركلة.) | تقرير | 24' موتوكي هاسيغاوا · 43'، 38' بيتر أوتاكا |

| ملبورن سيتي       | 1 - 1 | جيجيانغ غرينتاون    |
| ----------------- | ----- | ------------------- |
| تولغاي أرسلان 54' | تقرير | 90+9' نياشا موشيكوي |

#### مجموعة ط
| م | الفريق            | لعب | ف | ت | خ | أ.له | أ.ع | أ.ف | نقاط | التأهل                 |     | KWF | UHD | JDT | BGP |
| - | ----------------- | --- | - | - | - | ---- | --- | --- | ---- | ---------------------- | --- | --- | --- | --- | --- |
| 1 | كاواساكي فرونتالي | 6   | 5 | 1 | 0 | 17   | 6   | +11 | 16   | تأهل إلى دور 16        |     | —   | 1–0 | 5–0 | 4–2 |
| 2 | أولسان هيونداي    | 6   | 3 | 1 | 2 | 12   | 8   | +4  | 10   | تأهل أفضل ثاني لدور 16 |     | 2–2 | —   | 3–1 | 3–1 |
| 3 | جوهور دار التعظيم | 6   | 3 | 0 | 3 | 11   | 13  | −2  | 9    |                        |     | 0–1 | 2–1 | —   | 4–1 |
| 4 | باثوم يونايتد     | 6   | 0 | 0 | 6 | 9    | 22  | −13 | 0    |                        | 2–4 | 1–3 | 2–4 | —   |     |

| أولسان هيونداي          | 3 - 1 | باثوم يونايتد     |
| ----------------------- | ----- | ----------------- |
| مارتن آدم 28'، 73'، 78' | تقرير | 41' ريهان ستيوارت |

| جوهور دار التعظيم | 0 - 1 | كاواساكي فرونتالي |
| ----------------- | ----- | ----------------- |
|                   | تقرير | 45' مارسينهو      |

| كاواساكي فرونتالي     | 1 - 0 | أولسان هيونداي |
| --------------------- | ----- | -------------- |
| كينتو تاتشيبانادا 86' | تقرير |                |

| باثوم يونايتد                       | 2 - 4 | جوهور دار التعظيم                                               |
| ----------------------------------- | ----- | --------------------------------------------------------------- |
| فيكتور ماتوس كاردوزو 5' (ركلة.) 55' | تقرير | 78' 6' أريف أيمن هانابي · 14' بيرغسون دا سيلفا · 53' خوان مونيز |

| أولسان هيونداي                                  | 3 - 1 | جوهور دار التعظيم    |
| ----------------------------------------------- | ----- | -------------------- |
| جيونغ سيونغ- هيون 5' · غوستاف لودفيغسون 12' 18' | تقرير | 53' بيرغسون دا سيلفا |

| باثوم يونايتد                                          | 2 - 4 | كاواساكي فرونتالي                                                          |
| ------------------------------------------------------ | ----- | -------------------------------------------------------------------------- |
| إيغور سيرغييف 45+1' · فيكتور ماتوس كاردوزو 82' (ركلة.) | تقرير | 14' دايا تونو · 52' كينتو تاتشيبانادا · 68' مارسينهو · 77' تاكوما أومينامي |

| كاواساكي فرونتالي                                                                   | 4 - 2 | باثوم يونايتد                |
| ----------------------------------------------------------------------------------- | ----- | ---------------------------- |
| ياسوتو واكيزاكا 16' (ركلة.) 40' (ركلة.) · كازويا يامامورا 68' · تايسي مياشيرو 90+8' | تقرير | 41'، 33' تشاناثيب سونغكراسين |

| جوهور دار التعظيم           | 2 - 1 | أولسان هيونداي    |
| --------------------------- | ----- | ----------------- |
| هربرتي 44' · أخيار رشيد 87' | تقرير | 69' واتارو أوساكا |

| باثوم يونايتد     | 1 - 3 | أولسان هيونداي                                                                |
| ----------------- | ----- | ----------------------------------------------------------------------------- |
| إيغور سيرغييف 69' | تقرير | 20' (هدف في مرماه) جاكافان برايسوان · 27' غوستاف لودفيغسون · 62' لي ميونغ جاي |

| كاواساكي فرونتالي                                                                         | 5 - 0 | جوهور دار التعظيم |
| ----------------------------------------------------------------------------------------- | ----- | ----------------- |
| أكيهيرو ليناغا 8' · لياندرو دامياو 50' · مارسينهو 60' · يو كوباياشي 69' · ميكي ياماني 88' | تقرير |                   |

| أولسان هيونداي             | 2 - 2 | كاواساكي فرونتالي                 |
| -------------------------- | ----- | --------------------------------- |
| مارتن آدم 44'، 53' (ركلة.) | تقرير | 17' دايا تونو · 31' تاتسوكي وساكو |

| جوهور دار التعظيم                                                      | 4 - 1 | باثوم يونايتد     |
| ---------------------------------------------------------------------- | ----- | ----------------- |
| بيرغسون دا سيلفا 55' (ركلة.) 66' · إندريك 86' · أريف أيمن هانابي 2+90' | تقرير | 28' إيغور سيرغييف |

#### مجموعة ي
| م | الفريق             | لعب | ف | ت | خ | أ.له | أ.ع | أ.ف | نقاط | التأهل          |     | POH | URA | HAN | WUH |
| - | ------------------ | --- | - | - | - | ---- | --- | --- | ---- | --------------- | --- | --- | --- | --- | --- |
| 1 | بوهانغ ستيلرز      | 6   | 5 | 1 | 0 | 14   | 5   | +9  | 16   | تأهل إلى دور 16 |     | —   | 2–1 | 2–0 | 3–1 |
| 2 | أوراوا رد دايموندز | 6   | 2 | 1 | 3 | 12   | 9   | +3  | 7    |                 |     | 0–2 | —   | 6–0 | 2–1 |
| 3 | نادي هانوي         | 6   | 2 | 0 | 4 | 7    | 16  | −9  | 6    |                 | 2–4 | 2–1 | —   | 2–1 |     |
| 4 | ووهان ثري تاونز    | 6   | 1 | 2 | 3 | 7    | 10  | −3  | 5    |                 | 1–1 | 2–2 | 2–1 | —   |     |

| ووهان ثري تاونز                 | 2 - 2 | أوراوا رد دايموندز                   |
| ------------------------------- | ----- | ------------------------------------ |
| زانغ شياوبين 10' · ديفيدسون 62' | تقرير | 55' بريان لينسين · 90+4' خوسيه كانتي |

| نادي هانوي    | 2 - 4 | بوهانغ ستيلرز                                                              |
| ------------- | ----- | -------------------------------------------------------------------------- |
| جويل 53'، 87' | تقرير | 30' (هدف في مرماه) داميان لي تاليك · 34' يون مين هو · 49'، 39' كيم إن سونغ |

| أوراوا رد دايموندز | 6 - 0 | نادي هانوي |
| --- | ----- | ---------- |
| فام توان هاي 9' (هدف في مرماه) · ألكسندر شولز 19' · توشيكي تاكاهاشي 37' · تاكاهيرو سيكيني 65' · خوسيه كانتي 70' · إكانيت بونيا 85' | تقرير |            |

| بوهانغ ستيلرز                       | 3 - 1 | ووهان ثري تاونز       |
| ----------------------------------- | ----- | --------------------- |
| شين كوانغ هون 13' · زيكا 54'، 90+3' | تقرير | 10' أبدول عزيز ياكوبو |

| أوراوا رد دايموندز | 0 - 2 | بوهانغ ستيلرز                      |
| ------------------ | ----- | ---------------------------------- |
|                    | تقرير | 22' جونغ جاي هي · 49' يونغ جون جوه |

| ووهان ثري تاونز           | 2 - 1 | نادي هانوي       |
| ------------------------- | ----- | ---------------- |
| وي شيهاو 45' · ماركاو 63' | تقرير | 87' فام توان هاي |

| بوهانغ ستيلرز                        | 2 - 1 | أوراوا رد دايموندز |
| ------------------------------------ | ----- | ------------------ |
| زيكا 66' (ركلة.) · كيم إن سونغ 4+90' | تقرير | 36' خوسيه كانتي    |

| نادي هانوي            | 2 - 1 | ووهان ثري تاونز |
| --------------------- | ----- | --------------- |
| فام توان هاي 71'، 90' | تقرير | 10' هي تشاو     |

| أوراوا رد دايموندز                         | 2 - 1 | ووهان ثري تاونز |
| ------------------------------------------ | ----- | --------------- |
| ألكسندر شولز 37' (ركلة.) · خوسيه كانتي 90' | تقرير | 68' ديفيدسون    |

| بوهانغ ستيلرز                            | 2 - 0 | نادي هانوي |
| ---------------------------------------- | ----- | ---------- |
| لي هو جاي 33' (ركلة.) · تشانغ راي ها 53' | تقرير |            |

| ووهان ثري تاونز                | 1 - 1 | بوهانغ ستيلرز |
| ------------------------------ | ----- | ------------- |
| جيو بايك لي 49' (هدف في مرماه) | تقرير | 77' لي هو جاي |

| نادي هانوي                                 | 2 - 1 | أوراوا رد دايموندز |
| ------------------------------------------ | ----- | ------------------ |
| فان نام داو 53' · فام توان هاي 87' (ركلة.) | تقرير | 65' بريان لينسين   |

### أفضلية ترتيب الفرق في المراكز الثانية

#### مجموعات غرب القارة الأسيوية
| م | مج | الفريق            | لعب | ف | ت | خ | أ.له | أ.ع | أ.ف | نقاط | التأهل          |
| - | -- | ----------------- | --- | - | - | - | ---- | --- | --- | ---- | --------------- |
| 1 | د  | نافباهور نامانجان | 6   | 4 | 1 | 1 | 11   | 6   | +5  | 13   | تأهل إلى دور 16 |
| 2 | ج  | سباهان أصفهان     | 6   | 3 | 1 | 2 | 16   | 8   | +8  | 10   | تأهل إلى دور 16 |
| 3 | أ  | الفيحاء           | 6   | 3 | 0 | 3 | 12   | 10  | +2  | 9    | تأهل إلى دور 16 |
| 4 | ب  | السد              | 6   | 2 | 2 | 2 | 11   | 7   | +4  | 8    |                 |
| 5 | هـ | برسبوليس          | 6   | 2 | 2 | 2 | 5    | 5   | 0   | 8    |                 |

#### مجموعات شرق القارة الأسيوية
| م | مج | الفريق               | لعب | ف | ت | خ | أ.له | أ.ع | أ.ف | نقاط | التأهل          |
| - | -- | -------------------- | --- | - | - | - | ---- | --- | --- | ---- | --------------- |
| 1 | ز  | شاندونغ لونينغ       | 6   | 4 | 0 | 2 | 14   | 7   | +7  | 12   | تأهل إلى دور 16 |
| 2 | و  | جونبك هيونداي موتورز | 6   | 4 | 0 | 2 | 12   | 9   | +3  | 12   | تأهل إلى دور 16 |
| 3 | ط  | أولسان هيونداي       | 6   | 3 | 1 | 2 | 12   | 8   | +4  | 10   | تأهل إلى دور 16 |
| 4 | ح  | ملبورن سيتي          | 6   | 2 | 3 | 1 | 8    | 6   | +2  | 9    |                 |
| 5 | ك  | أوراوا رد دايموندز   | 6   | 2 | 1 | 3 | 12   | 9   | +3  | 7    |                 |

## إحصائيات

### الهدافين
لا تشمل قائمة الهدافين الأدوار التأهيلية ولا المباريات الفاصلة، ولا تشمل الأهداف العكسية التي سجلها اللاعب خطأً في مرماه.
| اللاعب:        | اللاعب:                  | اللاعب:                | النادي            | الأهداف |  |
|                |                          |                        |                   |         |  |
| 1              | البرازيل                 | تاليسكا                | النصر             | 6       |  |
| 2              | صربيا                    | ألكساندر ميتروفيتش     | الهلال            | 5       |  |
| 3              | توغو                     | كودجو لابا             | العين             | 5       |  |
| 4              | الجزائر                  | بغداد بونجاح           | السد              | 5       |  |
| 5              | أوزبكستان                | خوجيمات إركينوف        | باختاكور طشقند    | 5       |  |
| 6              | العراق                   | علي جاسم               | القوة الجوية      | 4       |  |
| 7              | إيران                    | محمد رضا آزادي         | نساجي مازندران    | 4       |  |
| 8              | المغرب                   | سفيان رحيمي            | العين             | 4       |  |
| 9              | إيران                    | رامين رضائيان          | سباهان أصفهان     | 4       |  |
| 10             | تركمانستان               | إلمان تاغايو           | أهال              | 4       |  |
| 11             | كينيا                    | مايكل أولونغا          | الدحيل            | 4       |  |
| 12             | البرتغال                 | كريستيانو رونالدو      | النصر             | 3       |  |
| 13             | أوزبكستان                | أوستون أورونوف         | نافباهور نامانجان | 3       |  |
| 14             | المغرب                   | عبد الرزاق حمد الله    | الاتحاد           | 3       |  |
| 15             | زامبيا                   | فاشيون ساكالا          | الفيحاء           | 3       |  |
| 16             | البرازيل                 | رومارينيو              | الاتحاد           | 2       |  |
| 17             | أوزبكستان                | عزيزبيك أمونوف         | نسف قرشي          | 2       |  |
| 18             | المغرب                   | عبد الحميد صابيري      | الفيحاء           | 2       |  |
| 19             | ساحل العاج               | كوامي أوتون            | العين             | 2       |  |
| 20             | أوزبكستان                | عزيز بيك تورجونباييف   | باختاكور طشقند    | 2       |  |
| 21             | إيران                    | سعيد صادقي             | برسبوليس          | 2       |  |
| 22             | باراغواي                 | كاكو                   | العين             | 2       |  |
| 23             | إيران                    | محمد قرباني            | سباهان أصفهان     | 2       |  |
| 24             | مالي                     | موسى ماريغا            | الشارقة           | 2       |  |
| 25             | ساحل العاج               | سينين سباي             | استقلال دوشنبه    | 2       |  |
| 26             | إيران                    | رضا أسدي               | سباهان أصفهان     | 2       |  |
| 27             | إيران                    | محمد جواد حسيني        | سباهان أصفهان     | 2       |  |
| 28             | إيران                    | عيسى آل كثير           | سباهان أصفهان     | 2       |  |
| 29             | البرازيل                 | فيليبي كوتينيو         | الدحيل            | 2       |  |
| 30             | أوزبكستان                | ظفر مراد عبد الرحماتوف | نسف قرشي          | 2       |  |
| 31             | الإكوادور                | غونزالو بلاتا          | السد              | 2       |  |
| 32             | البرازيل                 | ماتيوس ليما كروز       | نسف قرشي          | 2       |  |
| 33             | إيران                    | فرشاد أحمد زاده        | سباهان أصفهان     | 2       |  |
| 34             | نيجيريا                  | أنطوني نواكايمي        | الفيحاء           | 2       |  |
| 35             | أوزبكستان                | جمشيد إسكنديروف        | نافباهور نامانجان | 2       |  |
| 36             | البرازيل                 | ميشائيل ديلغادو        | الهلال            | 2       |  |
| 37             | الأردن                   | رزق بني هاني           | الفيصلي           | 2       |  |
| 38             | إيطاليا                  | مارتن بواكي            | اجمك              | 2       |  |
| 39             | السعودية                 | سالم الدوسري           | الهلال            | 2       |  |
| 40             | السعودية                 | سلطان مندش             | الفيحاء           | 2       |  |
| 41             | جورجيا                   | جابا جيغوري            | نسف قرشي          | 2       |  |
| 42             | السعودية                 | هارون كمارا            | الاتحاد           | 1       |  |
| 43             | إيران                    | محمد دانشجار           | سباهان أصفهان     | 1       |  |
| 44             | إيران                    | إحسان حسيني            | نساجي مازندران    | 1       |  |
| 45             | الإمارات العربية المتحدة | خالد البلوشي           | العين             | 1       |  |
| 46             | أوزبكستان                | توما تباتادزي          | نافباهور نامانجان | 1       |  |
| 47             | السعودية                 | علي البليهي            | الهلال            | 1       |  |
| 48             | السعودية                 | محمد قاسم              | النصر             | 1       |  |
| 49             | إيران                    | سياوش حاق نظري         | اجمك              | 1       |  |
| 50             | أوزبكستان                | سوكروب نورولويف        | نسف قرشي          | 1       |  |
| 51             | قطر                      | بوعلام خوخي            | السد              | 1       |  |
| 52             | إيران                    | أميد عاليشاه           | برسبوليس          | 1       |  |
| 53             | أوزبكستان                | جاسوربيك ياخشيبوييف    | نافباهور نامانجان | 1       |  |
| 54             | أوزبكستان                | دانيور عبد المنافوف    | نافباهور نامانجان | 1       |  |
| 55             | البرازيل                 | نيمار                  | الهلال            | 1       |  |
| 56             | السعودية                 | صالح الشهري            | الهلال            | 1       |  |
| 57             | البرازيل                 | إريك                   | العين             | 1       |  |
| 58             | تركمانستان               | دايانش ميريدوف         | أهال              | 1       |  |
| 59             | أوزبكستان                | ميرزاخون ميراخمادوف    | اجمك              | 1       |  |
| 60             | البرازيل                 | كايو لوكاس فرنانديز    | الشارقة           | 1       |  |
| 61             | صربيا                    | سيرغي سافيتش           | الهلال            | 1       |  |
| 62             | السعودية                 | محمد البريك            | الهلال            | 1       |  |
| 63             | السعودية                 | عبد الإله المالكي      | الهلال            | 1       |  |
| 64             | قطر                      | مصطفى مشعل             | السد              | 1       |  |
| 65             | قطر                      | يوسف عبد الرزاق        | السد              | 1       |  |
| 66             | السعودية                 | نواف الحارثي           | الفيحاء           | 1       |  |
| 67             | السنغال                  | ساديو ماني             | النصر             | 1       |  |
| 68             | قطر                      | إسماعيل محمد           | الدحيل            | 1       |  |
| 69             | قطر                      | المعز علي              | الدحيل            | 1       |  |
| 70             | العراق                   | مهند عبد الرحيم        | القوة الجوية      | 1       |  |
| 71             | روسيا                    | إغور غولبان            | نافباهور نامانجان | 1       |  |
| 72             | إيران                    | شهريار موغانلو         | سباهان أصفهان     | 1       |  |
| 73             | الأردن                   | حاتم الروشدي           | الفيصلي           | 1       |  |
| 74             | الأردن                   | عارف الحاج محمد        | الفيصلي           | 1       |  |
| 75             | تركمانستان               | أليبك عبد الرحمنوف     | أهال              | 1       |  |
| 76             | إيران                    | مهدي ترابي             | برسبوليس          | 1       |  |
| 77             | السعودية                 | مهند القيضي            | الفيحاء           | 1       |  |
| 78             | صربيا                    | ماركو ستانوفيتش        | نسف قرشي          | 1       |  |
| 79             | البرازيل                 | مالكوم                 | الهلال            | 1       |  |
| 80             | صربيا                    | دراغان شران            | باختاكور طشقند    | 1       |  |
| 81             | الإمارات العربية المتحدة | عيسى خلفان             | العين             | 1       |  |
| 82             | العراق                   | سعد عبد الأمير         | القوة الجوية      | 1       |  |
| 83             | توغو                     | فرانكو أتشو            | القوة الجوية      | 1       |  |
| 84             | العراق                   | محمد قاسم ماجد         | القوة الجوية      | 1       |  |
| 85             | أوزبكستان                | ميرجاخون ميرأحمدوف     | اجمك              | 1       |  |
| 86             | تونس                     | فراس بالعربي           | الشارقة           | 1       |  |
| 87             | تونس                     | رفيق الكامرجي          | الفيصلي           | 1       |  |
| 88             | كولومبيا                 | ماتيوس أوريبي          | السد              | 1       |  |
| 89             | هولندا                   | عبد الناصر الخياطي     | مومباي سيتي       | 1       |  |
| 90             | صربيا                    | جوفان دوكيتش           | نافباهور نامانجان | 1       |  |
| 91             | السعودية                 | صالح العمري            | الاتحاد           | 1       |  |
| 92             | البرتغال                 | جوتا                   | الاتحاد           | 1       |  |
| 93             | نيجيريا                  | هنري أونيكورو          | الفيحاء           | 1       |  |
| 94             | إسرائيل                  | عمر اتزيلي             | العين             | 1       |  |
| 95             | إيران                    | شهاب زاهدي             | برسبوليس          | 1       |  |
| 96             | قطر                      | محمد مونتاري           | الدحيل            | 1       |  |
| 97             | طاجيكستان                | أليشر دزاليلوف         | استقلال دوشنبه    | 1       |  |
| 98             | السعودية                 | عبد الرحمن غريب        | النصر             | 1       |  |
| 99             | إيران                    | محمود قائد رحمتى       | نساجي مازندران    | 1       |  |
| مجموع الأهداف: | مجموع الأهداف:           | مجموع الأهداف:         | مجموع الأهداف:    | 172     |  |

| م.غرب القارة      | إحصائيات               | م.شرق القارة      |
| ----------------- | ---------------------- | ----------------- |
|                   | إحصائيات               |                   |
| 59/60 (98.33%)    | المباريات الملعوبة     | 60/60 (100%)      |
| 176/382 (46%)     | مجموع الأهداف          | 206/382 (54%)     |
| (2.98 لكل مباراة) | المعدل التهديفي        | (3.43 لكل مباراة) |
| 120               | صناعة الأهداف          | 133               |
| 645,334           | مجموع الحضور الجماهيري | 557,530           |
| 10,937            | متوسط الحضور الجماهيري | 9,292             |
| 53,185            | أعلى حضور جماهيري      | 43,783            |
| 133               | أقل حضور جماهيري       | 456               |
| 7                 | ضربات الجزاء           | 24                |
| 4                 | الأهداف العكسية        | 10                |
| 246               | البطاقات الصفراء       | 209               |
| 20                | البطاقات الحمراء       | 14                |

| اللاعب:        | اللاعب:                     | اللاعب:               | النادي               | الأهداف |  |
|                |                             |                       |                      |         |  |
| 1              | البرازيل                    | كريسان دا كروز        | شاندونغ لونينغ       | 6       |  |
| 2              | المجر                       | مارتن آدم             | أولسان هيونداي       | 5       |  |
| 3              | البرازيل                    | هيرنانديز رودريغيز    | إنتشون يونايتد       | 4       |  |
| 4              | غينيا                       | خوسيه كانتي           | أوراوا رد دايموندز   | 4       |  |
| 5              | البرازيل                    | ليو سوزا              | جيجيانغ غرينتاون     | 4       |  |
| 6              | النمسا                      | ياكوب يانتشر          | كيتشي                | 4       |  |
| 7              | صربيا                       | غوران تشاوزيتش        | بوريرام يونايتد      | 4       |  |
| 8              | فيتنام                      | فام توان هاي          | نادي هانوي           | 4       |  |
| 9              | تايلاند                     | رونغراث بومتشانتوك    | بانكوك يونايتد       | 4       |  |
| 10             | كوريا الجنوبية              | مون سيون مين          | جونبك هيونداي موتورز | 4       |  |
| 11             | البرازيل                    | بيرغسون دا سيلفا      | جوهور دار التعظيم    | 4       |  |
| 12             | البرازيل                    | فيكتور كاردوزو        | باثوم يونايتد        | 3       |  |
| 13             | كوريا الجنوبية              | كيم إن سونغ           | بوهانغ ستيلرز        | 3       |  |
| 14             | البرازيل                    | زيكا                  | بوهانغ ستيلرز        | 3       |  |
| 15             | البرازيل                    | ويلين موتا            | بانكوك يونايتد       | 3       |  |
| 16             | كوراساو                     | ريكاردو زيفكوفيتش     | ليون سيتي سيلورز     | 3       |  |
| 17             | البرازيل                    | مارسينهو              | كاواساكي فرونتالي    | 3       |  |
| 18             | السويد                      | غوستاف لودفيغسون      | أولسان هيونداي       | 3       |  |
| 19             | البرازيل                    | مويزيس ليما ماغاليايش | شاندونغ لونينغ       | 3       |  |
| 20             | ماليزيا                     | أريف أيمن هانابي      | جوهور دار التعظيم    | 3       |  |
| 21             | أوزبكستان                   | إيغور سيرغييف         | باثوم يونايتد        | 3       |  |
| 22             | نيجيريا                     | بيتر أوتاكا           | فنتفوريت كوفو        | 3       |  |
| 23             | الكاميرون                   | دييديريك جويل         | نادي هانوي           | 2       |  |
| 24             | الجبل الأسود                | ستيفان موغوشا         | إنتشون يونايتد       | 2       |  |
| 25             | اليابان                     | كينتو تاتشيبانادا     | كاواساكي فرونتالي    | 2       |  |
| 26             | اليابان                     | كوتا ميزونوما         | يوكوهاما إف مارينوس  | 2       |  |
| 27             | اليابان                     | ياسوتو واكيزاكا       | كاواساكي فرونتالي    | 2       |  |
| 28             | تايلاند                     | تشاناثيب سونغكراسين   | بوريرام يونايتد      | 2       |  |
| 29             | الفلبين                     | خافيير جايوسو         | كايا–إيلويلو         | 2       |  |
| 30             | غينيا                       | لونسانا دومبويا       | بوريرام يونايتد      | 2       |  |
| 31             | البرازيل                    | ديفيدسون              | ووهان ثري تاونز      | 2       |  |
| 32             | الدنمارك                    | ألكسندر شولز          | أوراوا رد دايموندز   | 2       |  |
| 33             | اليابان                     | يوشيكي توركاي         | فنتفوريت كوفو        | 2       |  |
| 34             | هولندا                      | بريان لينسين          | أوراوا رد دايموندز   | 2       |  |
| 35             | اليابان                     | موتوكي هاسيغاوا       | فنتفوريت كوفو        | 2       |  |
| 36             | اليابان                     | دايا تونو             | كاواساكي فرونتالي    | 2       |  |
| 37             | البرازيل                    | أندرسون لوبيز         | يوكوهاما إف مارينوس  | 2       |  |
| 38             | زيمبابوي                    | نياشا موشيكوي         | جيجيانغ غرينتاون     | 2       |  |
| 39             | كوريا الجنوبية              | كيم دو هيوك           | إنتشون يونايتد       | 2       |  |
| 40             | البرازيل                    | يان                   | يوكوهاما إف مارينوس  | 2       |  |
| 41             | البرازيل                    | إلبر                  | يوكوهاما إف مارينوس  | 2       |  |
| 42             | كوريا الجنوبية              | لي هو جاي             | بوهانغ ستيلرز        | 2       |  |
| 43             | ألمانيا                     | تولغاي أرسلان         | ملبورن سيتي          | 2       |  |
| 44             | كوريا الجنوبية              | لي دونغ جون           | جونبك هيونداي موتورز | 2       |  |
| 45             | كوريا الجنوبية              | يونغ هو هونغ          | جونبك هيونداي موتورز | 1       |  |
| 46             | كوريا الجنوبية              | غيو وون هان           | جونبك هيونداي موتورز | 1       |  |
| 47             | البرازيل                    | ميكائيل               | كيتشي                | 1       |  |
| 48             | البرازيل                    | دييغو لوبيز           | ليون سيتي سيلورز     | 1       |  |
| 49             | البرازيل                    | إيفرتون               | بانكوك يونايتد       | 1       |  |
| 50             | تايلاند                     | تيتيبان بوانغتشان     | بانكوك يونايتد       | 1       |  |
| 51             | اليابان                     | تاكوما نيشيمورا       | يوكوهاما إف مارينوس  | 1       |  |
| 52             | اليابان                     | ريو ميايتشي           | يوكوهاما إف مارينوس  | 1       |  |
| 53             | غينيا بيساو                 | غيرسو فرنانديز        | إنتشون يونايتد       | 1       |  |
| 54             | البرازيل                    | ماتيوس باتو           | شاندونغ لونينغ       | 1       |  |
| 55             | تايلاند                     | بانسا هيمفيبون        | بوريرام يونايتد      | 1       |  |
| 56             | سنغافورة                    | ريان ستيوارت          | باثوم يونايتد        | 1       |  |
| 57             | الصين                       | زهانغ زياوبين         | ووهان ثري تاونز      | 1       |  |
| 58             | كوريا الجنوبية              | يون مين هو            | بوهانغ ستيلرز        | 1       |  |
| 59             | جمهورية الكونغو الديمقراطية | بول-جوزيه مبوكو       | إنتشون يونايتد       | 1       |  |
| 60             | إسبانيا                     | خوان مونيز            | جوهور دار التعظيم    | 1       |  |
| 61             | غانا                        | عبد العزيز يعقوبو     | ووهان ثري تاونز      | 1       |  |
| 62             | كوريا الجنوبية              | شين كوانغ هون         | بوهانغ ستيلرز        | 1       |  |
| 63             | اليابان                     | توشيكي تاكاهاشي       | أوراوا رد دايموندز   | 1       |  |
| 64             | اليابان                     | تاكاهيرو سكينيي       | أوراوا رد دايموندز   | 1       |  |
| 65             | تايلاند                     | إيكانيت بانيا         | أوراوا رد دايموندز   | 1       |  |
| 66             | بلجيكا                      | ماكسيم ليستيين        | ليون سيتي سيلورز     | 1       |  |
| 67             | أستراليا                    | عزيز بيهيتش           | ملبورن سيتي          | 1       |  |
| 68             | أستراليا                    | ماكس كابوتو           | ملبورن سيتي          | 1       |  |
| 69             | كوريا الجنوبية              | جونغ جاي هي           | بوهانغ ستيلرز        | 1       |  |
| 70             | كوريا الجنوبية              | يونغ جون جوه          | بوهانغ ستيلرز        | 1       |  |
| 71             | كوريا الجنوبية              | جانغ سيونغ هيون       | أولسان هيونداي       | 1       |  |
| 72             | اليابان                     | تاكوما أومينامي       | كاواساكي فرونتالي    | 1       |  |
| 73             | الصين                       | وي شيهاو              | ووهان ثري تاونز      | 1       |  |
| 74             | البرازيل                    | ماركاو                | ووهان ثري تاونز      | 1       |  |
| 75             | اليابان                     | كنيو سوغيموتو         | يوكوهاما إف مارينوس  | 1       |  |
| 76             | أستراليا                    | أليساندرو لوبان       | ملبورن سيتي          | 1       |  |
| 77             | أستراليا                    | جايمي ماكلارين        | ملبورن سيتي          | 1       |  |
| 78             | كوريا الجنوبية              | جون أمانو             | جونبك هيونداي موتورز | 1       |  |
| 79             | بلجيكا                      | مروان فيلايني         | شاندونغ لونينغ       | 1       |  |
| 80             | البرازيل                    | لوكاس بوسينيولو       | جيجيانغ غرينتاون     | 1       |  |
| 81             | اليابان                     | كازويا يامامورا       | كاواساكي فرونتالي    | 1       |  |
| 82             | اليابان                     | تايسي مياشيرو         | كاواساكي فرونتالي    | 1       |  |
| 83             | الصين                       | لي يوانيي             | شاندونغ لونينغ       | 1       |  |
| 84             | اليابان                     | يوهي موراكامي         | يوكوهاما إف مارينوس  | 1       |  |
| 85             | اليابان                     | دايزو هوريكوشي        | كايا–إيلويلو         | 1       |  |
| 86             | البرازيل                    | هربرتي                | جوهور دار التعظيم    | 1       |  |
| 87             | ماليزيا                     | أخيار رشيد            | جوهور دار التعظيم    | 1       |  |
| 88             | اليابان                     | واتارو أوساكا         | أولسان هيونداي       | 1       |  |
| 89             | البرازيل                    | جيتوليو وانديلي       | فنتفوريت كوفو        | 1       |  |
| 90             | اليابان                     | ماساهيرو سيكيغوتشي    | فنتفوريت كوفو        | 1       |  |
| 91             | الصين                       | هي تشاو               | ووهان ثري تاونز      | 1       |  |
| 92             | اليابان                     | أكيهيرو ليناغا        | كاواساكي فرونتالي    | 1       |  |
| 93             | البرازيل                    | لياندرو دامياو        | كاواساكي فرونتالي    | 1       |  |
| 94             | اليابان                     | يو كوباياشي           | كاواساكي فرونتالي    | 1       |  |
| 95             | اليابان                     | ميكي ياماني           | كاواساكي فرونتالي    | 1       |  |
| 96             | كوريا الجنوبية              | هونغ سي هو            | إنتشون يونايتد       | 1       |  |
| 97             | كوريا الجنوبية              | لي ميونغ جاي          | أولسان هيونداي       | 1       |  |
| 98             | الصين                       | سونغ لونغ             | شاندونغ لونينغ       | 1       |  |
| 99             | كوريا الجنوبية              | سونغ مين كيو          | جونبك هيونداي موتورز | 1       |  |
| 100            | كوريا الجنوبية              | تشانغ راي ها          | بوهانغ ستيلرز        | 1       |  |
| 101            | أستراليا                    | كالوم تالبوت          | ملبورن سيتي          | 1       |  |
| 102            | كرواتيا                     | مارين جاكوليس         | ملبورن سيتي          | 1       |  |
| 103            | اليابان                     | شو إينوي              | فنتفوريت كوفو        | 1       |  |
| 104            | اليابان                     | جوما ميازاكي          | فنتفوريت كوفو        | 1       |  |
| 105            | سلوفينيا                    | هاريس فوتشكيتش        | بوريرام يونايتد      | 1       |  |
| 106            | كرواتيا                     | فرانكو أندرياشفيتش    | جيجيانغ غرينتاون     | 1       |  |
| 107            | البرازيل                    | لوكاس بوسينيولو       | جيجيانغ غرينتاون     | 1       |  |
| 108            | فيتنام                      | فان نام داو           | نادي هانوي           | 1       |  |
| 109            | تايلاند                     | آرتيت بوجيندا         | بوريرام يونايتد      | 1       |  |
| 110            | اليابان                     | تاتسوكي وساكو         | كاواساكي فرونتالي    | 1       |  |
| 111            | ماليزيا                     | إندريك                | جوهور دار التعظيم    | 1       |  |
| 112            | الفلبين                     | سيمون روتا            | كايا–إيلويلو         | 1       |  |
| 113            | كوريا الجنوبية              | سونغ هو بارك          | إنتشون يونايتد       | 1       |  |
| 114            | كوريا الجنوبية              | وو جين تشوي           | إنتشون يونايتد       | 1       |  |
| 115            | تايلاند                     | وانتشاي جارونونغكران  | بانكوك يونايتد       | 1       |  |
| 116            | البرازيل                    | فرناندو               | كيتشي                | 1       |  |
| مجموع الأهداف: | مجموع الأهداف:              | مجموع الأهداف:        | مجموع الأهداف:       | 196     |  |

### حكام الساحة حسب عدد مباريات
اسندت قيادة مباريات دور المجموعات في دوري أبطال آسيا 2023–24 لحكام دوليون من ضمن قائمة حكام النخبة الاسيوية لحكام الساحة وعددهم (37) حكماً يمثلون (18) عضواً من أعضاء الاتحاد الأسيوي بناءً على مهاراتهم في إدارة المباريات وكفاءتهم ومعرفتهم الفنية ولياقتهم البدنية بالإضافة إلى أداءهم عالي  المستوى.
6 مباريات:
- محمد نظمي نصرالدين (ماليزيا)
- علي رضا فغاني (إيران)[ملاحظات 3]
- ما نينغ (الصين)
- أحمد الكاف (سلطنة عمان)

5 مباريات:
- موعود بنياديفر (إيران)
- أحمد العلي (الكويت)
- أدهم مخادمة (الأردن)
- محمد عبد الله (الإمارات العربية المتحدة)

4 مباريات:
- عبد الرحمن الجاسم (قطر)
- أكرول ريسكوليف (أوزبكستان)
- إيلغز تانتشيف (أوزبكستان)
- حنا حطاب (سوريا)
- مهند قاسم (العراق)
- سادولو جولمورودي (طاجيكستان)

3 مباريات:
- هيرويوكي كيمورا (اليابان)
- محمد تقي (سنغافورة)
- سلمان فلاحي (قطر)
- محمد الهويش (السعودية)
- ماجد الشمراني (السعودية)
- عادل النقبي (الإمارات العربية المتحدة)
- كيم جونغ-هيوك (كوريا الجنوبية)
- خالد الطريس (السعودية)
- أحمد عيسى (الإمارات العربية المتحدة)

مبارتين:
- كو هيونغ جين (كوريا الجنوبية)
- عمر محمد العلي (الإمارات العربية المتحدة)
- عمار اشكناني (الكويت)
- شون إيفانز (أستراليا)
- خميس محمد المري (قطر)
- جومبي إيدا (اليابان)
- عبدالله المري (قطر)
- عبدالله جمالي (الكويت)
- كيم هي غون (كوريا الجنوبية)
- سيفاكورن بو أودوم (تايلاند)

مباراة واحدة:
- فو مينغ (الصين)
- يوشيمي ياماشيتا (اليابان)
- يوسوكي أراكي  (اليابان)
- كيسي ريبيلت (أستراليا)

### الإدارة والانذارات
تظهر هذه الإحصائية جميع حكام مسابقة المختارين لادارة مباريات كحكام ساحة ضمن مرحلة المجموعات في دوري أبطال آسيا 2023–24. يمكنك فرز القائمة حسب العمر، عدد المباريات، البطاقات الصفراء والحمراء.

| م | ج.                       | حكم الساحة         | دولي منذ | مباريات | أنذر | متوسط  | Red card | متوسط |
| --- | ------------------------ | ------------------ | -------- | ------- | ---- | ------ | -------- | ----- |
| 1 | إيران                    | علي رضا فغاني      | 2008     | 6       | 28   | 4.66   | 4        | 0.66  |
| 2 | ماليزيا                  | محمد نظمي نصرالدين | 2016     | 6       | 25   | 4.16   | 4        | 0.66  |
| 3 | الصين                    | ما نينغ            | 2011     | 6       | 23   | 3.83   | 4        | 0.66  |
| 4 | سلطنة عمان               | أحمد الكاف         | 2012     | 6       | 10   | 1.66   | 0        |       |
| 5 | إيران                    | موعود بنياديفر     | 2013     | 5       | 20   | 4      | 1        | 0.20  |
| 6 | الإمارات العربية المتحدة | محمد عبد الله      | 2010     | 5       | 26   | 5.20   | 0        |       |
| 7 | الأردن                   | أدهم مخادمة        | 2013     | 5       | 17   | 3.40   | 1        | 0.20  |
| 8 | الكويت                   | أحمد العلي         | 2016     | 5       | 16   | 3.20   | 0        |       |
| 9 | العراق                   | مهند قاسم          | 2011     | 4       | 16   | 4      | 0        |       |
| 10 | أوزبكستان                | إيلغز تانتشيف      | 2013     | 4       | 18   | 4.50   | 2        | 0.50  |
| 11 | قطر                      | عبد الرحمن الجاسم  | 2013     | 4       | 23   | 5.75   | 3        | 0.75  |
| 12 | أوزبكستان                | أكرول ريسكوليف     | 2017     | 4       | 18   | 4.50   | 2        | 0.50  |
| 13 | طاجيكستان                | سادولو جولمورودي   | 2017     | 4       | 16   | 4      | 0        |       |
| 14 | سوريا                    | حنا حطاب           | 2015     | 4       | 30   | 7.50   | 3        | 0.75  |
| 15 | سنغافورة                 | محمد تقي           | 2012     | 3       | 12   | 4      | 0        |       |
| 16 | السعودية                 | خالد الطريس        | 2016     | 3       | 7    | 2.33   | 1        | 0.33  |
| 17 | قطر                      | سلمان فلاحي        | 2017     | 3       | 12   | 4      | 2        | 0.66  |
| 18 | اليابان                  | هيرويوكي كيمورا    | 2014     | 3       | 11   | 3.66   | 0        |       |
| 19 | الإمارات العربية المتحدة | أحمد عيسى          | 2020     | 3       | 7    | 2.33   | 1        | 0.33  |
| 20 | السعودية                 | محمد الهويش        | 2014     | 3       | 11   | 3.66   | 2        | 0.66  |
| 21 | الإمارات العربية المتحدة | عادل النقبي        | 2016     | 3       | 4    | 1.33   | 0        |       |
| 22 | السعودية                 | ماجد الشمراني      | 2019     | 3       | 10   | 3.33   | 1        | 0.33  |
| 23 | كوريا الجنوبية           | كيم جونغ-هيوك      | 2009     | 3       | 7    | 2.33   | 1        | 0.33  |
| 24 | كوريا الجنوبية           | كو هيونغ جين       | 2009     | 2       | 10   | 5      | 0        |       |
| 25 | الإمارات العربية المتحدة | عمر محمد العلي     | 2015     | 2       | 7    | 3.50   | 0        |       |
| 26 | الكويت                   | عمار اشكناني       | 2016     | 2       | 8    | 4      | 1        | 0.50  |
| 27 | أستراليا                 | شون إيفانز         | 2017     | 2       | 10   | 5      | 0        |       |
| 28 | قطر                      | خميس محمد المري    | 2010     | 2       | 6    | 3      | 0        |       |
| 29 | الكويت                   | عبدالله جمالي      | 2019     | 2       | 5    | 2.50   | 0        |       |
| 30 | تايلاند                  | سيفاكورن بو أودوم  | 2013     | 2       | 5    | 2.50   | 0        |       |
| 31 | قطر                      | عبدالله المري      | 2018     | 2       | 4    | 2      | 0        |       |
| 32 | اليابان                  | جومبي إيدا         | 2011     | 2       | 10   | 5      | 0        |       |
| 33 | كوريا الجنوبية           | كيم هي غون         | 2013     | 2       | 6    | 3      | 1        | 0.50  |
| 34 | الصين                    | فو مينغ            | 2014     | 1       | 6    | 6      | 1        | 1     |
| 35 | اليابان                  | يوشيمي ياماشيتا    | 2015     | 1       | 5    | 5      | 0        |       |
| 36 | اليابان                  | يوسوكي أراكي       | 2017     | 1       | 2    | 2      | 0        |       |
| 37 | أستراليا                 | كيسي ريبيلت        | 2014     | 1       | 4    | 4      | 0        |       |
| المجموع | المجموع                  | المجموع            | المجموع  | 119     | 455  | 139.83 | 35       | 9.52  |
| إحصائية حكام مباريات دور المجموعات من دوري أبطال آسيا الذين تم تعيينهم كحكام ساحة اعتبارًا من 18 سبتمبر 2023 |                          |                    |          |         |      |        |          |       |

آخر تحديث: 13 ديسمبر 2023.

مصدر: AFC